# Vyřazená čísla v NHL
Vyřazená čísla v NHL jsou ta, která v jednotlivých klubech NHL už nadále nejsou používána na počest významného hokejisty, který jej během své aktivní kariéry nosil a byl s ním spjat. Historicky prvním, kterému se dostalo této pocty, byl dres číslo 6 hráče Ace Baileyho, který vyřadil ze svého užívání klub Toronto Maple Leafs 14. února 1934.
Číslo 99 bylo vyřazeno v celé soutěži na počest nejslavnějšího hokejisty všech dob, kterým byl Wayne Gretzky.
Minnesota Wild v roce 2000 při vstupu do NHL vyřadila číslo 1 na počest svých příznivců.
Čtyři čísla byla vyřazena na počest dvou hráčů naráz: dvanáctka u Montreal Canadiens (Dickie Moore a Yvan Cournoyer), kde byla vyřazena i šestnáctka (Elmer Lach a Henri Richard). Trojka u klubu Chicago Blackhawks (Pierre Pilote a Keith Magnuson) a devítka u New York Rangers (Andy Bathgate a Adam Graves).
Šestice hráčů se dočkala pocty vyřazení svého čísla ve dvou klubech:
- Bobby Hull – Chicago Blackhawks a Winnipeg Jets (1972-1996)
- Gordie Howe – Detroit Red Wings a Hartford Whalers
- Wayne Gretzky – Edmonton Oilers a Los Angeles Kings (číslo vyřazeno v celé lize)
- Ray Bourque – Boston Bruins a Colorado Avalanche
- Mark Messier – New York Rangers a Edmonton Oilers
- Patrick Roy – Colorado Avalanche a Montreal Canadiens[1]

Dres s číslem 2, který nosil Al MacInnis, byl vyřazen ze sady St. Louis Blues a zároveň je uznáván u Calgary Flames.
V klubu Philadelphia Flyers nebylo oficiálně vyřazeno číslo 31, které nosil v roce 1986 tragicky zesnulý Pelle Lindbergh, přesto jej v týmu již nikdo další nepoužil.
V sezoně 2020/21 se chystá slavnostní vyřazení dalších čísel – Chris Pronger u St. Louis Blues, Sergej Zubov u Dallas Stars a Willie O'Ree u Boston Bruins.

## Vyřazená čísla
| Jméno                               | Klub                      | Číslo | Datum              |
| ----------------------------------- | ------------------------- | ----- | ------------------ |
| Sid Abel                            | Detroit Red Wings         | 12    | 29. dubna 1995     |
| Glenn Anderson                      | Edmonton Oilers           | 9     | 18. ledna 2009     |
| Barry Ashbee                        | Philadelphia Flyers       | 4     | 3. dubna 1975      |
| Larry Aurie                         | Detroit Red Wings         | 6     | 1938               |
| Ace Bailey                          | Toronto Maple Leafs       | 6     | 14. února 1934     |
| Elmer Lach                          | Montreal Canadiens        | 16    | 4. prosince 2009   |
| Emile Bouchard                      | Montreal Canadiens        | 3     | 4. prosince 2009   |
| Bill Barber                         | Philadelphia Flyers       | 7     | 11. října 1990     |
| Bill Barilko                        | Toronto Maple Leafs       | 5     | 17. října 1992     |
| Andy Bathgate                       | New York Rangers          | 9     | 22. února 2009     |
| Jean Beliveau                       | Montreal Canadiens        | 4     | 9. října 1971      |
| Mike Bossy                          | New York Islanders        | 22    | 3. března 1992     |
| Ray Bourque                         | Boston Bruins             | 77    | 4. října 2001      |
| Ray Bourque                         | Colorado Avalanche        | 77    | 24. listopadu 2001 |
| Michel Briere                       | Pittsburgh Penguins       | 21    | 25. ledna 2001     |
| Rod Brind'Amour                     | Carolina Hurricanes       | 17    | 18. února 2011     |
| Neal Broten                         | Dallas Stars              | 7     | 7. února 1998      |
| Johnny Bucyk                        | Boston Bruins             | 9     | 13. března 1980    |
| Pavel Bure                          | Vancouver Canucks         | 10    | 2. listopadu 2013  |
| Dit Clapper                         | Boston Bruins             | 5     | 12. února 1947     |
| Bobby Clarke                        | Philadelphia Flyers       | 16    | 15. listopadu 1984 |
| Paul Coffey                         | Edmonton Oilers           | 7     | 18. října 2005     |
| Yvan Cournoyer                      | Montreal Canadiens        | 12    | 12. listopadu 2005 |
| Ken Daneyko                         | New Jersey Devils         | 3     | 24. března 2006    |
| Alex Delvecchio                     | Detroit Red Wings         | 10    | 10. listopadu 1991 |
| Marcel Dionne                       | Los Angeles Kings         | 16    | 18. listopadu 1990 |
| Ken Dryden                          | Montreal Canadiens        | 29    | 29. ledna 2007     |
| Phil Esposito                       | Boston Bruins             | 7     | 3. prosince 1987   |
| Tony Esposito                       | Chicago Blackhawks        | 35    | 20. listopadu 1988 |
| Bernie Federko                      | St. Louis Blues           | 24    | 24. března 1991    |
| Frank Finnigan                      | Ottawa Senators           | 8     | 8. října 1992      |
| Peter Forsberg                      | Colorado Avalanche        | 21    | 8. října 2011      |
| Adam Foote                          | Colorado Avalanche        | 52    | 2. listopadu 2013  |
| Ron Francis                         | Carolina Hurricanes       | 10    | 28. ledna 2006     |
| Grant Fuhr                          | Edmonton Oilers           | 31    | 9. října 2003      |
| Bob Gainey                          | Montreal Canadiens        | 23    | 23. února 2008     |
| Danny Gare                          | Buffalo Sabres            | 18    | 20. listopadu 2005 |
| Mike Gartner                        | Washington Capitals       | 11    | 28. prosince 2008  |
| Bob Gassoff                         | St. Louis Blues           | 3     | 1. října 1977      |
| Eddie Giacomin                      | New York Rangers          | 1     | 15. března 1989    |
| Bernie Geoffrion                    | Montreal Canadiens        | 5     | 11. března 2006    |
| Rod Gilbert                         | New York Rangers          | 7     | 14. října 1979     |
| Clark Gillies                       | New York Islanders        | 9     | 7. prosince 1996   |
| Bill Goldsworthy                    | Minnesota North Stars     | 8     | 15. února 1992     |
| Adam Graves                         | New York Rangers          | 9     | 3. února 2009      |
| Wayne Gretzky                       | Edmonton Oilers           | 99    | 1. října 1999      |
| Wayne Gretzky                       | Los Angeles Kings         | 99    | 9. října 2002      |
| Wayne Gretzky                       | NHL                       | 99    | 6. února 2000      |
| Glenn Hall                          | Chicago Blackhawks        | 1     | 20. listopadu 1988 |
| Al Hamilton                         | Edmonton Oilers           | 3     | 1980               |
| Doug Harvey                         | Montreal Canadiens        | 2     | 26. října 1985     |
| Dominik Hašek                       | Buffalo Sabres            | 39    | 13. ledna 2015     |
| Dale Hawerchuk                      | Winnipeg Jets (1972-1996) | 10    | 5. dubna 2007      |
| Lionel Hitchman                     | Boston Bruins             | 3     | 22. února 1934     |
| Tim Horton                          | Buffalo Sabres            | 2     | 5. ledna 1996      |
| Gordie Howe                         | Detroit Red Wings         | 9     | 12. března 1972    |
| Mark Howe                           | Philadelphia Flyers       | 2     | 6. března 2012     |
| Harry Howell                        | New York Rangers          | 3     | 22. února 2009     |
| Bobby Hull                          | Chicago Blackhawks        | 9     | 18. prosince 1983  |
| Bobby Hull                          | Winnipeg Jets (1972-1996) | 9     | 19. února 1989     |
| Brett Hull                          | St. Louis Blues           | 16    | 5. prosince 2006   |
| Dale Hunter                         | Washington Capitals       | 32    | 11. března 2000    |
| Jaromír Jágr                        | Pittsburgh Penguins       | 68    | 18. února 2024     |
| Jari Kurri                          | Edmonton Oilers           | 17    | 6. října 2001      |
| Yvon Labre                          | Washington Capitals       | 7     | 7. listopadu 1981  |
| Guy Lafleur                         | Montreal Canadiens        | 10    | 16. února 1985     |
| Pat LaFontaine                      | Buffalo Sabres            | 16    | 3. března 2006     |
| Rod Langway                         | Washington Capitals       | 5     | 26. listopadu 1997 |
| Guy Lapointe                        | Montreal Canadiens        | 5     | 8. listopadu 2014  |
| Brian Leetch                        | New York Rangers          | 2     | 24. ledna 2008     |
| Mario Lemieux                       | Pittsburgh Penguins       | 66    | 5. října 2006      |
| Nicklas Lidström                    | Detroit Red Wings         | 5     | 6. srpna 2014      |
| Trevor Linden                       | Vancouver Canucks         | 16    | 17. prosince 2008  |
| Ted Lindsay                         | Detroit Red Wings         | 7     | 10. listopadu 1991 |
| Al MacInnis                         | St. Louis Blues           | 2     | 9. dubna 2006      |
| Keith Magnuson                      | Chicago Blackhawks        | 3     | 12. listopadu 2008 |
| Rick Martin                         | Buffalo Sabres            | 7     | 15. listopadu 1995 |
| Bill Masterton                      | Minnesota North Stars     | 19    | 17. ledna 1987     |
| Lanny McDonald                      | Calgary Flames            | 9     | 17. března 1990    |
| Mark Messier                        | New York Rangers          | 11    | 12. ledna 2006     |
| Mark Messier                        | Edmonton Oilers           | 11    | 27. února 2007     |
| Stan Mikita                         | Chicago Blackhawks        | 21    | 19. října 1980     |
| Minnesota Wild Fans                 | Minnesota Wild            | 1     | 12. října 2000     |
| Mike Modano                         | Dallas Stars              | 9     | 8. března 2014     |
| Dickie Moore                        | Montreal Canadiens        | 12    | 12. listopadu 2005 |
| Howie Morenz                        | Montreal Canadiens        | 7     | 2. listopadu 1937  |
| Markus Näslund                      | Vancouver Canucks         | 19    | 11. prosince 2010  |
| Cam Neely                           | Boston Bruins             | 8     | 12. ledna 2004     |
| Scott Niedermayer                   | New Jersey Devils         | 27    | 16. prosince 2011  |
| Teppo Numminen                      | Phoenix Coyotes           | 27    | 30. ledna 2010     |
| Bob Nystrom                         | New York Islanders        | 23    | 1. dubna 1995      |
| Terry O'Reilly                      | Boston Bruins             | 24    | 24. října 2002     |
| Bobby Orr                           | Boston Bruins             | 4     | 9. ledna 1979      |
| Bernie Parent                       | Philadelphia Flyers       | 1     | 11. října 1979     |
| Gilbert Perreault                   | Buffalo Sabres            | 11    | 17. října 1990     |
| Pierre Pilote                       | Chicago Blackhawks        | 3     | 12. listopadu 2008 |
| Barclay Plager                      | St. Louis Blues           | 8     | 24. března 1981    |
| Jacques Plante                      | Montreal Canadiens        | 1     | 7. října 1995      |
| Denis Potvin                        | New York Islanders        | 5     | 1. února 1992      |
| Henri Richard                       | Montreal Canadiens        | 16    | 10. prosince 1975  |
| Maurice Richard                     | Montreal Canadiens        | 9     | 6. října 1960      |
| Mike Richter                        | New York Rangers          | 35    | 4. února 2004      |
| Rene Robert                         | Buffalo Sabres            | 14    | 15. listopadu 1995 |
| Larry Robinson                      | Montreal Canadiens        | 19    | 19. listopadu 2007 |
| Luc Robitaille                      | Los Angeles Kings         | 20    | 20. ledna 2007     |
| Jeremy Roenick                      | Phoenix Coyotes           | 97    | 11. února 2012     |
| Patrick Roy                         | Colorado Avalanche        | 33    | 28. října 2003     |
| Patrick Roy                         | Montreal Canadiens        | 33    | 22. listopadu 2008 |
| Joe Sakic                           | Colorado Avalanche        | 19    | 1. října 2009      |
| Denis Savard                        | Chicago Blackhawks        | 18    | 19. března 1998    |
| Serge Savard                        | Montreal Canadiens        | 18    | 18. listopadu 2006 |
| Terry Sawchuk                       | Detroit Red Wings         | 1     | 6. března 1994     |
| Teemu Selänne                       | Anaheim Ducks             | 8     | 11. ledna 2015     |
| Milt Schmidt                        | Boston Bruins             | 15    | 13. března 1980    |
| Eddie Shore                         | Boston Bruins             | 2     | 1. ledna 1947      |
| Billy Smith                         | New York Islanders        | 31    | 20. února 1993     |
| Stan Smyl                           | Vancouver Canucks         | 12    | 3. listopadu 1991  |
| Thomas Steen                        | Winnipeg Jets (1972-1996) | 25    | 1. dubna 1994      |
| Scott Stevens                       | New Jersey Devils         | 4     | 3. února 2006      |
| Brian Sutter                        | St. Louis Blues           | 11    | 30. prosince 1988  |
| Dave Taylor                         | Los Angeles Kings         | 18    | 3. dubna 1995      |
| Bryan Trottier                      | New York Islanders        | 19    | 20. října 2001     |
| Rogatien Vachon                     | Los Angeles Kings         | 30    | 14. února 1985     |
| Mike Vernon                         | Calgary Flames            | 30    | 7. února 2007      |
| Glen Wesley                         | Carolina Hurricanes       | 2     | 17. února 2009     |
| Steve Yzerman                       | Detroit Red Wings         | 19    | 2. ledna 2007      |
| Rob Blake                           | Los Angeles Kings         | 4     | 17. ledna 2015     |
| Martin Brodeur                      | New Jersey Devils         | 30    | 9. února 2016      |
| Daniel Alfredsson                   | Ottawa Senators           | 11    | 29. prosince 2016  |
| Martin St. Louis                    | Tampa Bay Lightning       | 26    | 17. ledna 2017     |
| Bob Plager                          | St. Louis Blues           | 5     | 2. února 2017      |
| Jere Lehtinen                       | Dallas Stars              | 26    | 24. listopadu 2017 |
| Milan Hejduk                        | Colorado Avalanche        | 23    | 6. ledna 2018      |
| Eric Lindros                        | Philadelphia Flyers       | 88    | 18. ledna 2018     |
| Wayne Huizenga                      | Florida Panthers          | 37    | 19. ledna 2018     |
| Vincent Lecavalier                  | Tampa Bay Lightning       | 4     | 10. února 2018     |
| Patrik Eliáš                        | New Jersey Devils         | 26    | 24. února 2018     |
| Jean Ratelle                        | New York Rangers          | 19    | 25. února 2018     |
| oběti střelby v Las Vegas 1.10.2017 | Vegas Golden Knights      | 58    | 31. března 2018    |
| Paul Kariya                         | Anaheim Ducks             | 9     | 21. října 2018     |
| Rick Middleton                      | Boston Bruins             | 16    | 29. listopadu 2018 |
| Vic Hadfield                        | New York Rangers          | 11    | 2. prosince 2018   |
| Red Kelly                           | Detroit Red Wings         | 4     | 1. února 2019      |
| Scott Niedermayer                   | Anaheim Ducks             | 27    | 17. února 2019     |
| Shane Doan                          | Arizona Coyotes           | 19    | 24. února 2019     |
| Jarome Iginla                       | Calgary Flames            | 12    | 2. března 2019     |
| Daniel Sedin                        | Vancouver Canucks         | 22    | 12. února 2020     |
| Henrik Sedin                        | Vancouver Canucks         | 33    | 12. února 2020     |
| Chris Phillips                      | Ottawa Senators           | 4     | 18. února 2020     |
| John Tonelli                        | New York Islanders        | 27    | 21. února 2020     |
| Butch Goring                        | New York Islanders        | 91    | 29. února 2020     |
| Roberto Luongo                      | Florida Panthers          | 1     | 7. března 2020     |
| Jaromír Jágr                        | Pittsburgh Penguins       | 68    | 18. února 2024     |

## Uznávaná čísla
| Jméno            | Klub                | Číslo | Datum              |
| ---------------- | ------------------- | ----- | ------------------ |
| Syl Apps         | Toronto Maple Leafs | 10    | 3. října 1993      |
| George Armstrong | Toronto Maple Leafs | 10    | 28. února 1998     |
| Johnny Bower     | Toronto Maple Leafs | 1     | 11. března 1995    |
| Turk Broda       | Toronto Maple Leafs | 1     | 11. března 1995    |
| King Clancy      | Toronto Maple Leafs | 7     | 21. listopadu 1995 |
| Wendel Clark     | Toronto Maple Leafs | 17    | 22. listopadu 2008 |
| Charlie Conacher | Toronto Maple Leafs | 9     | 28. února 1998     |
| Hap Day          | Toronto Maple Leafs | 4     | 4. října 2006      |
| Doug Gilmour     | Toronto Maple Leafs | 93    | 31. ledna 2009     |
| Tim Horton       | Toronto Maple Leafs | 7     | 21. listopadu 1995 |
| Red Kelly        | Toronto Maple Leafs | 4     | 4. října 2006      |
| Ted Kennedy      | Toronto Maple Leafs | 9     | 3. října 1993      |
| Frank Mahovlich  | Toronto Maple Leafs | 27    | 3. října 2001      |
| Al MacInnis      | Calgary Flames      | 2     | 27. února 2012     |
| Börje Salming    | Toronto Maple Leafs | 21    | 4. října 2006      |
| Darryl Sittler   | Toronto Maple Leafs | 27    | 8. února 2003      |
| Mats Sundin      | Toronto Maple Leafs | 13    | 11. února 2012     |

## Bývalá vyřazená čísla
| Jméno          | Klub             | Číslo | Datum             |
| -------------- | ---------------- | ----- | ----------------- |
| Michel Goulet  | Quebec Nordiques | 16    | 16. března 1995   |
| Gordie Howe    | Hartford Whalers | 9     | 18. února 1981    |
| Rick Ley       | Hartford Whalers | 2     | 26. prosince 1982 |
| John McKenzie  | Hartford Whalers | 19    | 1979              |
| Peter Šťastný  | Quebec Nordiques | 26    | 26. února 1996    |
| Marc Tardif    | Quebec Nordiques | 8     | 1. listopadu 1983 |
| J. C. Tremblay | Quebec Nordiques | 3     | 28. října 1979    |